# Crkva sv. Barbare u Šibeniku
Crkva sv. Barbare u Šibeniku nalazi se nedaleko od katedrale, s istočne strane, na prilazu starom glavnom gradskom trgu (danas Trg Republike Hrvatske) u Ulici kralja Zvonimira. Prvotno je bila posvećena Sv. Benediktu, a zatim Sv. Nikoli jer je pripadala benediktinskoj opatiji sv. Nikole koja je nekad bila smještena u šibenskom kanalu Sv. Ante, na mjestu gdje se danas nalazi tvrđava sv. Nikole iz 16. st. Danas je u njoj smješten Muzej crkvene umjetnosti što se stoljećima stvarao u Šibeniku ili je dopreman izvana.

## Povijest
Crkva sv. Barbare jednobrodna je gotička građevina građena u prvoj polovici 15. st. (od 1400. do 1447.). Ima samo dvije fasade, sjevernu i zapadnu, jer su s njene južne i istočne strane na nju prislonjene druge građevine. Gradnju je započeo ugledni šibenski plemić Radoslav Mihetić, a nakon njegove smrti nastavio i dovršio njegov sin Ambroz, ugledni pravnik, o čemu svjedoči natpis na zapadnom pročelju crkve na okruglom reljefu s prikazom grifona. Na crkvi je radio i talijanski umjetnik Bonino da Milano (iz Milana), čijem se radu pripisuje i bočni, sjeverni portal šibenske katedrale. Bonino da Milano smatra se autorom lika Sv. Nikole, smještenog u gotičkoj niši odmah iznad glavnih vrata na zapadnom pročelju crkve sv. Barbare. Na istom pročelju nalazi se oveća okrugla kamena ploča starog sata s dvostrukom oznakom brojeva (u jednom krugu dvanaest, u drugom dvadeset i četiri). Uz glavni barokni zvonik "na preslicu" dodan je 1775.g. još veći, djelo domaćeg majstora Jeronima Matulovića.
Na bočnoj sjevernoj strani crkve ugrađen je bogato ukrašeni gotički prozor, djelo Bonina, ispod kojeg se nalazi gotička niša nepoznatog majstora s reljefom Bogorodice na prijestolju s djetetom u naručju. S desne strane Bogorodice prikazan je klečeći muški lik s plaštom prebačenim preko ramena, sklopljenih ruku i pogledom upravljenim prema Kristu. Klečeći lik prikazuje šibenskog liječnika Marka koji je 1419.g. dao izraditi ovaj reljef kao zavjetni dar, o čemu svjedoči natpis nad prikazom liječnika. To je jedinstveni primjerak srednjovjekovnog reljefnog prikaza liječnika na istočnoj obali Jadrana.

## Unutrašnjost crkve
Unutrašnjost crkve bogato je ukrašena umjetničkim radovima izgrađenim uglavnom u drvu. Odmah uz glavna vrata smještene su dvije kapele, od kojih je jednu radio poznati šibenski majstor Ivan Pribislavić. U lijevoj kapeli, na dva stupa, nalaze se kapiteli s uskim lišćem, reljefom Sv. Nikole koji drži jabuku i grbom obitelji Mihetić, donatora gradnje ove crkve. U desnoj kapeli, gdje je u 15.st. pokopan šibenski zlatar Stjepan Milogostić, postavljen je oltar Sv. Stjepana. Stropne kasete (skinute prije više godina) oslikane su anđelima, a lijepa balustrada odvaja lađu crkve od svetišta u kojem se nalazi pozlaćeni drveni oltar.

## Muzej crkvene umjetnosti
Danas je u crkvici sv. Barbare smješten Muzej crkvene umjetnosti koji čuva vrijedna umjetnička slikarska i skulpturalna djela, rezbarije u drvu i predmete primijenjene umjetnosti, izrađene u periodu od 14. do 18. st. u raznim stilovima, od romanike do baroka. Tu se, među ostalim, nalazi triptih Sv. Barbare sa Sv. Nikolom i Sv. Grgurom iz 16. st., poliptih Blaža Jurjeva Trogiranina iz 15.st. koji prikazuje Bogorodicu na prijestolju s djetetom u naručju, te poliptih Djevice Marije sa svecima iz 15. st., djelo šibenskog majstora Nikole Vladanova koji se nekad nalazio na glavnom oltaru crkvice sv. Grgura. U posebnoj vitrini čuva se najstariji izložak - Evanđelistar iz 11.st. Tu su još izložene renesansne skulpture Sv. Petra i Sv. Jakova s pobočnog, sjevernog portala šibenske katedrale, djelo Jurja Dalmatinca, koje se smatraju njegovim najboljim i najsnažnijim kiparskim dostignućima. U vitrinama su izloženi i radovi velikog zlatarskog majstora Horacija Fortezze, koji je djelovao u Šibeniku u 16.st. Njegova djela predstavljaju minucioznost izrade, bogatstvo i raznovrsnost motiva i likova. U crkvi se još nalazi i prekrasna ograda prezbiterija, te medaljon Sv. Barbare na bočnim vratima crkve.  

## Vanjske poveznice
- Šibenik, Crkva sv. Barbare  Arhivirana inačica izvorne stranice od 11. lipnja 2020. (Wayback Machine), Ministarstvo kulture RH